# 南田勝也
南田 勝也（みなみだ かつや、1967年 - ）は、日本の社会学者、武蔵大学社会学部メディア社会学科教授。専門は社会学。研究領域は、音楽社会学、情報メディア学、都市文化論、社会調査論、現代若者論。

## 経歴
兵庫県尼崎市生まれ。千葉大学文学部卒業。関西大学大学院社会科学研究科博士後期課修了。博士（社会学）。神戸山手大学人文学部准教授を経て、2009年4月より現職。

## 著書

### 単著
- 『ロック・ミュージックの社会学』（青弓社, 2001年）
- 『オルタナティブロックの社会学』（花伝社, 2014年）

### 共編著
- （富田英典・辻泉）『デジタルメディア・トレーニング――情報化時代の社会学的思考法』（有斐閣, 2007年）
- （辻泉）『文化社会学の視座――のめりこむメディア文化とそこにある日常の文化』（ミネルヴァ書房, 2008年）
- （土橋臣吾・辻泉）『デジタルメディアの社会学――問題を発見し、可能性を探る』（北樹出版, 2011年）

### メディア出演
- グローバル・メタル（2007年）